# Acianthera omissa
Acianthera omissa é uma espécie de orquídea (Orchidaceae) que existe na Venezuela, antigamente subordinada ao gênero Pleurothallis.

## Publicação e sinônimos
- Acianthera omissa (Luer) Pridgeon & M.W.Chase, Lindleyana 16: 245 (2001).

Sinônimos homotípicos:
- Pleurothallis omissa Luer, Monogr. Syst. Bot. Missouri Bot. Gard. 76: 175 (1999).